# Traci Dinwiddie
Traci Dinwiddie (Anchorage, 22 dicembre 1973) è un'attrice statunitense.

## Biografia
È nata ad Anchorage, in Alaska, ed è di discendenza siriana e Cherokee. Ha debuttato come attrice nel 1998 nel film Target Earth. Appare nei film Il sogno di un'estate (2001), Black Knight (2001), The Notebook (2004), End of the Spear (2006), Mr. Brooks (2007), Raven's Touch (2015), e Stuff (2015). Nel 2010 è coprotagonista del film Elena Undone, incentrato sull'amore tra due donne. Nel film l'attrice si scambia con l'altra co-protagonista Necar Zadegan quello che è stato definito il più lungo bacio mai apparso sullo schermo (3'24"). Inoltre ha partecipato a diverse serie televisive tra cui One Tree Hill per un episodio, Dawson's Creek per due episodi, Supernatural per quattro episodi e The Walking Dead per dodici episodi.

## Filmografia

### Cinema
- Il sogno di un'estate (Summer Catch), regia di Michael Tollin (2001)
- Black Knight, regia di Gil Junger (2001)
- Leo, regia di Mehdi Norowzian (2002)
- All the Real Girls, regia di David Gordon Green (2003)
- Ball of Wax, regia di Daniel Kraus (2003)
- Dog Nights, regia di Damon Yarnell (2003)
- Le pagine della nostra vita (The Notebook), regia di Nick Cassavetes (2004)
- La punta della lancia (End of the Spear), regia di Jim Hanon (2005)
- The Pigs, regia di Onur Tukel (2005)
- RedMeansGo, regia di Erica Dunton (2005)
- Forgiven, regia di Paul Fitzgerald (2006)
- Find Love, regia di Erica Dunton (2006)
- Mr. Brooks, regia di Bruce A. Evans (2007)
- The Anatolian, regia di Turgut Turk Adiguzel (2007)
- Dead Heist, regia di Bo Webb (2007)
- The Kopper Kettle, regia di Brody Gray (2007) - cortometraggio
- The Brass Teapot, regia di Ramaa Mosley (2007) - cortometraggio
- The Touch, regia di Jane Clark (2007) - cortometraggio
- The Candlelight Murders di Michael Criscione (2008)
- The 27 Club di Erica Dunton (2008)
- Elektra Luxx - Lezioni di sesso (Elektra Luxx), regia di Sebastian Gutierrez (2010)
- Elena Undone, regia di Nicole Conn (2010)
- To Get Her, regia di Erica Dunton (2011)
- Y: The Last Man Rising, regia di Christian Cardona (2012) - cortometraggio
- Destiny Road, regia di Robert C. Treveiler (2012)
- The Midnight Swim, regia di Sarah Adina Smith (2014)
- Stuff, regia di Suzanne Guacci (2015)
- Raven's Touch, regia di Marina Rice Bader e Dreya Weber (2015)
- Anhedonia, regia di Patrick Siegfried Zimmer e Robert Stadlober (2016) - cortometraggio
- The Aerialist, regia di Ned Farr (2020)
- Greedy People, regia di Potsy Ponciroli (2024)

### Televisione
- Obiettivo Terra (Target Earth), regia di Peter Markle – film TV (1998)
- Dawson's Creek – serie TV, episodi 1x06-3x10 (1998-1999)
- One Tree Hill – serie TV, episodio 1x09 (2003)
- Una vita al limite (3: The Dale Earnhardt Story) – film TV, regia di Russell Mulcahy (2004)
- Supernatural – serie TV, 5 episodi (2008-2019)
- 90210 – serie TV, episodio 1x20 (2009)
- Make It or Break It - Giovani campionesse (Make It or Break It) – serie TV, episodi 2x19-2x20 (2011)
- Franklin & Bash – serie TV, episodio 4x05 (2014)
- The Walking Dead – serie TV, 12 episodi (2017-2018)

## Doppiaggio
- Earthian (1989)
- Marriage (1995)
- Sailor Victory (1995)
- The Special Duty Combat Unit Shinesman (1996)
- Princess Rouge (1997)
- Voogie's Angel (1997-1998)
- Blue Submarine No. 6 (1998)

## Doppiatrici italiane
Nelle versioni in italiano delle opere in cui ha recitato, Traci Dinwiddie è stata doppiata da:
- Emanuela D'Amico in Supernatural